# Exocarpos strictus
Exocarpos strictus är en sandelträdsväxtart som beskrevs av Robert Brown. Exocarpos strictus ingår i släktet Exocarpos och familjen sandelträdsväxter. Inga underarter finns listade i Catalogue of Life.